# Selección femenina de waterpolo de Hungría
La selección femenina de waterpolo de Hungría es el equipo femenino de waterpolo que representa a Hungría en los campeonatos de selecciones femeninas. Ha ganado dos campeonatos mundiales, tres campeonatos europeos y una copa mundial.

## Resultados

### Juegos Olímpicos
| Año  | Posición |
| ---- | -------- |
| 2004 | 6º       |
| 2008 | 4º       |
| 2012 | 4º       |
| 2016 | 4º       |
| 2021 |          |

### Campeonato Mundial
| Año  | Posición |
| ---- | -------- |
| 1986 | 5º       |
| 1991 | 4º       |
| 1994 |          |
| 1998 | 7º       |
| 2001 |          |
| 2003 | 5º       |
| 2005 |          |
| 2007 | 4º       |
| 2009 | 7º       |
| 2011 | 9º       |
| 2013 |          |
| 2015 | 9º       |
| 2017 |          |

### Liga Mundial
| Año  | Posición  |
| ---- | --------- |
| 2004 |           |
| 2005 | 4º        |
| 2007 | Eliminado |
| 2010 | 6º        |
| 2011 | Eliminado |
| 2012 | Eliminado |
| 2013 | 4º        |
| 2014 | Eliminado |

### Copa Mundial
| Año  | Posición |
| ---- | -------- |
| 1988 |          |
| 1989 |          |
| 1993 |          |
| 1995 |          |
| 1999 | 4º       |
| 2002 |          |
| 2006 | 5º       |
| 2010 | 6º       |

### Campeonato Europeo
| Año  | Posición |
| ---- | -------- |
| 1985 |          |
| 1987 |          |
| 1989 |          |
| 1991 |          |
| 1993 |          |
| 1995 |          |
| 1997 | 5º       |
| 1999 | 4º       |
| 2001 |          |
| 2003 |          |
| 2006 |          |
| 2008 |          |
| 2010 | 5º       |
| 2012 |          |
| 2014 |          |
| 2016 |          |